# Riders of the Lone Star
Riders of the Lone Star è un film del 1947 diretto da Derwin Abrahams.
È un western statunitense con Charles Starrett, Virginia Hunter, Curly Williams e Smiley Burnette. Fa parte della serie di film western della Columbia incentrati sul personaggio di Durango Kid.

## Produzione
Il film, diretto da Derwin Abrahams su una sceneggiatura di Barry Shipman, fu prodotto da Colbert Clark per la Columbia Pictures e girato dal 9 al 17 dicembre 1946.

## Distribuzione
Il film fu distribuito negli Stati Uniti dal 14 agosto 1947 al cinema dalla Columbia Pictures. È stato distribuito anche in Brasile con il titolo Em Defesa da Lei.

## Promozione
Le tagline sono:
- DURANGO and SMILEY gang up for bang-up action...laughs and tunes!
- BULLETS SING...AS MELODIES RING!
- GUN-BARKIN' EXCITEMENT! TUNE-SPARKLIN' LAUGHS!
- ROARING GUNS!...LAUGHS AND MELODIES!
- Out-shootin' lootin' outlaws!
- CHEER YOUR FAVORITE BUCKAROOS!